# Eickener Straße 85 (Mönchengladbach)

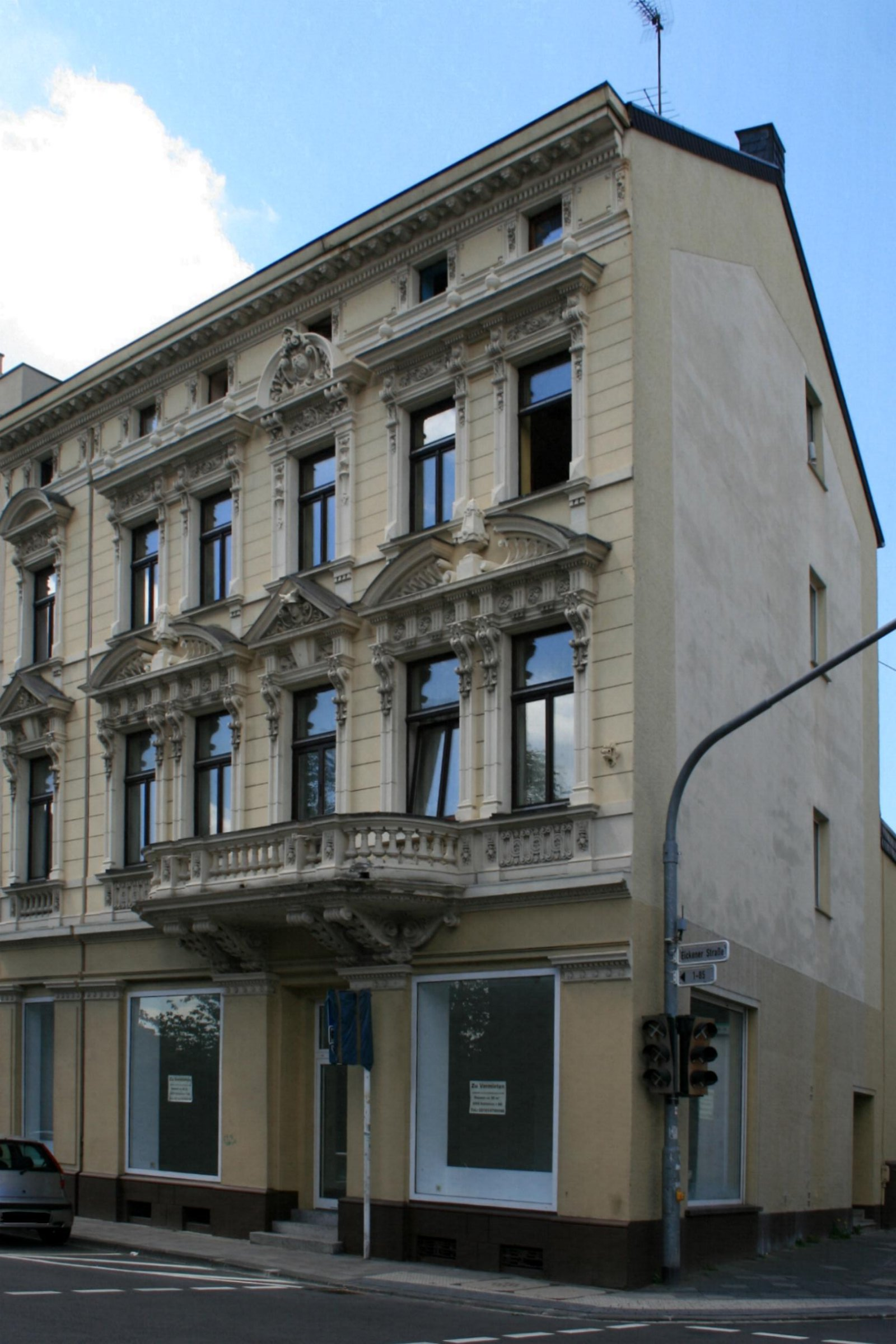
Wohngeschäftshaus (2010)

Das Wohngeschäftshaus Eickener Straße 85  steht an der Kreuzung mit der Goethestraße im Stadtteil Eicken in Mönchengladbach (Nordrhein-Westfalen).
Das Haus wurde am Ende des 19. Jahrhunderts erbaut. Es ist unter Nr. E 004 am 4. Dezember 1984 in die Denkmalliste der Stadt Mönchengladbach eingetragen worden.

## Architektur
Das Gebäude liegt an markanter Stelle der Straßenkreuzung Goethestraße/Eickener Straße gegenüber der Kirche Maria Rosenkranz. Das Objekt ist ein dreigeschossiges Gebäude mit sechs Fenstern und Mezzaningeschoss im Dach zu Wohnzwecken ausgebaut. Die Fassade an der Eickener Straße enthält einen Mittelrisalit mit Balkonbetonung.